# Halichoeres dispilus
 Halichoeres dispilus és una espècie de peix de la família dels làbrids i de l'ordre dels perciformes.

## Morfologia
Els mascles poden assolir els 25 cm de longitud total.

## Distribució geogràfica
Es troba des del Golf de Califòrnia fins a Bahía Independencia (Perú), incloent-hi les Illes Galápagos.